# Zeng Liansong

Zeng's oorspronkelijke voorstel

De vlag die uiteindelijk werd aangenomen

Zeng Liansong (1917-1999) was een econoom en kunstenaar uit Ruian in de provincie Zhejiang. Hij ontwierp de vlag van de Volksrepubliek China.
Zeng ging in 1936 werken voor de sectie economie van de Nationale Centrale Universiteit in Nanking, die sinds 1949 Universiteit van Nanking heet. Tijdens de Tweede Chinees-Japanse Oorlog vocht hij met het Rode Leger tegen het Japanse Keizerlijke Leger. Hij was ook lid van de Consultatieve Conferentie van het Chinese volk.

## Ontwerper van de vlag van de Volksrepubliek
Zeng is bekend geworden doordat hij de huidige vlag van de Volksrepubliek China ontwierp. Hij ontwierp deze vlag na een oproep van de Consultatieve Conferentie van het Chinese volk in juli 1949, kort nadat de communisten op het vasteland van China aan de macht kwamen. De Consultatieve Conferentie organiseerde een vlagontwerpwedstrijd en ontving meer dan drieduizend inzendingen.
Uit alle inzendingen werden 38 finalisten gekozen, waaronder Zengs ontwerp. Uiteindelijk werd Zengs ontwerp uitgekozen, maar de vlag werd pas aangenomen nadat het ontwerp enkele malen gewijzigd was; onder meer de hamer en sikkel liet men in de uiteindelijke versie weg omdat de vlag te veel op de vlag van de Sovjet-Unie leek. De uiteindelijke versie werd aangenomen op 27 september 1949. Enkele dagen later, op 1 oktober, werd de vlag voor het eerst gehesen. Dat gebeurde door Mao Zedong op het Plein van de Hemelse Vrede.